# Charanyca trigrammica
Noctuelle trilignée
Espèce
Charanyca trigrammica, la Noctuelle trilignée,, est une espèce de lépidoptères de la famille des Noctuidae.

## Répartition
Ce papillon est présent depuis la Grande-Bretagne jusqu'au centre de l'Anatolie.

## Description
Les larves de Charanyca trigrammica se rencontrent sur les plantains tels que Plantago lanceolata, Plantago major et Plantago media .

## Systématique
Le nom valide complet (avec auteur) de ce taxon est Charanyca trigrammica (Hufnagel, 1766). L'espèce a été initialement classée dans le genre Phalaena sous le protonyme Phalaena trigrammica Hufnagel, 1766.
Charanyca trigrammica a pour synonymes :
- Caradrina trilinea (Denis & Schiffermüller, 1775)
- Grammesia trigrammica (Hufnagel, 1766)
- Meristis trigrammica (Hufnagel, 1766)
- Noctua trilinea Denis & Schiffermüller, 1775
- Phalaena trigrammica Hufnagel, 1766